# 特巴里奧
特巴里奧（西班牙語：Tebario），是巴拿馬的城鎮，位於該國中西部，由貝拉瓜斯省的馬里亞托區負責管轄，面積313.3平方公里，海拔高度130米，2010年人口599，人口密度每平方公里1.9人。